# شهرستان صباح
ناحیهٔ صباح (به عربی: مدیریة صباح) یک ناحیه در یمن است که در استان بیضاء واقع شده‌است.
ناحیهٔ صباح ۲۷٬۴۷۲ نفر جمعیت دارد.